# كاميل شراير
كاميل توماسينا شراير (من مواليد 30 يونيو 1995) حاملة لقب ملكة جمال أمريكا وحاملة لقب ملكة جمال سابقة. في 22 يونيو 2019 ، توجت ملكة جمال فيرجينيا 2019. في 19 ديسمبر 2019 ، توجت ملكة جمال أمريكا 2020 في أونكاسفيل ، كونيتيكت ، في مايو 2020 بعد إلغاء مسابقة ملكة جمال أمريكا 2021 بسبب جائحة كوفيد-19 ، أعلنت منظمة ملكة جمال أمريكا أن كاميل شراير ستخدم عامًا إضافيًا بعد انتهاء ولايتها كملكة جمال أمريكا في ديسمبر 2020.

## نشأتها
ولدت كاميل شراير في دويلستاون بولاية بنسلفانيا لوالده لديها شقيق واحد أكبر منها، تم تشخيص كاميل شراير في طفلتها على أنه شكل خفيف من متلازمة إهلرز دانلوس. خلال مسابقة ملكة جمال أمريكا 2020 ، كشفت شيرير أيضًا أنها مصابة باضطراب الوسواس القهري وتعافت من اضطراب الأكل عندما كانت مراهقة.
تخرجت مع مرتبة الشرف من مدرسة هون برينستون في عام 2013، أثناء دراسته الثانوية كانت شيرير رياضية متعددة ؛ شاركت في سباقات المضمار والميدان والسباحة وهوكي الميدان. التحقت لفترة وجيزة بجامعة ميشيغان قبل أن تنتقل إلى جامعة فرجينيا للتكنولوجيا في سنتها الأولى وتخرجت بامتياز في عام 2018 بدرجة البكالوريوس المزدوجة في العلوم ، واحدة في الكيمياء الحيوية وواحدة في بيولوجيا الأنظمة وتخصص ثانوي في الكيمياء. تم قبولها في كلية الصيدلة بجامعة فرجينيا كومنولث وأتمت عامها الأول في برنامج الدكتوراه قبل أن تفوز بلقب ملكة جمال فيرجينيا.